# Ichthyodes acutipennis
Ichthyodes acutipennis là một loài bọ cánh cứng trong họ Cerambycidae.